# 坎皮略德拉纳斯
坎皮略德拉纳斯，是西班牙卡斯蒂利亚-拉曼恰瓜达拉哈拉省的一个市镇。总面积92平方公里，总人口145人（2001年），人口密度2人/平方公里。